# خانه فروغی

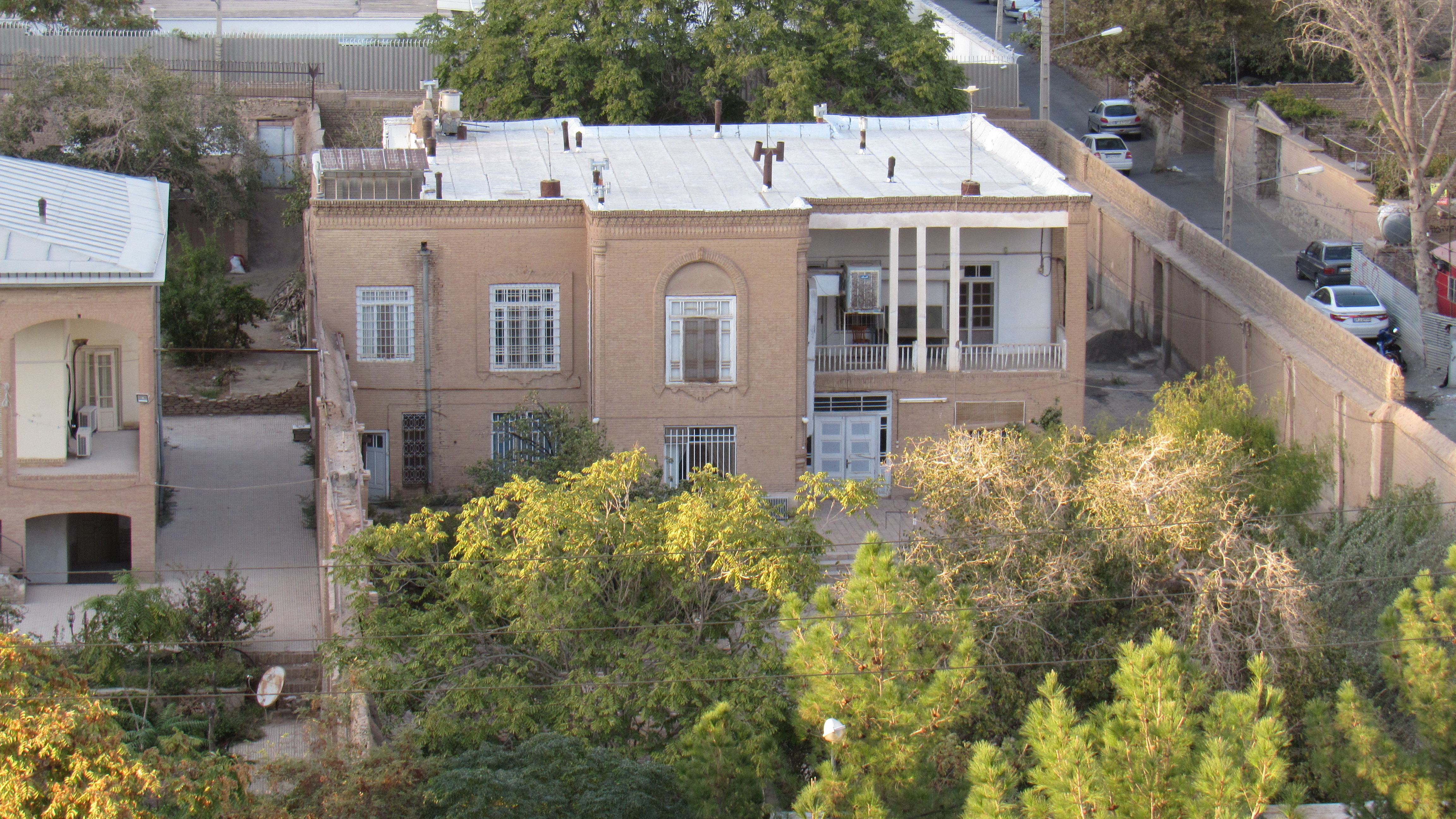
تصویری دیگر از خانه تاریخی فروغی

خانه فروغی مربوط به اوایل دوره پهلوی است و در سبزوار، خیابان اسدآبادی، روبروی بیمارستان حشمتیه واقع شده و این اثر در تاریخ ۵ تیر ۱۳۸۴ با شمارهٔ ثبت ۱۱۹۳۳ به‌عنوان یکی از آثار ملی ایران به ثبت رسیده است.